# The Dying Detective (film)
The Dying Detective er en britisk stumfilm fra 1921 af Maurice Elvey.

## Medvirkende
- Eille Norwood som Sherlock Holmes
- Hubert Willis som Dr. John Watson
- Cecil Humphreys som Culverton Smith
- Joseph R. Tozer
- Mme. d'Esterre som Mrs. Hudson